# COPS (Fernsehserie)
COPS ist eine US-amerikanische Fernsehsendung, die zum ersten Mal 1989 vom Fernsehsender FOX ausgestrahlt wurde. Sie gilt als einer der Auslöser des Reality-TV-Booms in den USA.
In Deutschland wurden nach 28 Jahren, im Jahr 2017, beginnend mit der 25. Staffel, erstmals Folgen in deutscher Erstausstrahlung gezeigt. Die 24. Staffel wurde von 2018 bis 2019 bei Nitro gesendet.

## Handlung
In der Show begleitet ein Kamerateam eine motorisierte Polizeipatrouille bei ihrer täglichen Arbeit. Die attraktivsten Aufnahmen werden für eine Sendung von etwa 22 Minuten zusammengeschnitten. Auf eine Stimme aus dem Off wird verzichtet. Das Titellied ist seit der ersten Folge Bad Boys von Inner Circle.

## Format
Das Format wurde von John Langley und Malcolm Barbour von den damaligen »Barbour-Langley Productions« entwickelt. Die ersten Folgen wurden 1988 in Fort Lauderdale gedreht und dann 1989 von wenigen Sendern, die zum FOX Network gehörten, ausgestrahlt. Am 11. März wurde die Show erstmals samstags zur Prime Time auf FOX gesendet. Danach wurden die Episoden auch in anderen Städten der USA gedreht und mit der wachsenden Popularität im Ausland manchmal auch in Ländern Europas, Asiens und Südamerikas.
1989, 1990, 1993 und 1994 wurden die Produzenten der Serie jeweils in der Kategorie Outstanding Informational Series für einen Emmy nominiert.
Nachdem um die Jahrtausendwende Reality-TV-Formate auch im Rest der Welt populär wurden, entstanden zahlreiche lokale Adaptionen des Formats. Auch wurden ähnliche Konzepte auf verwandte Themen, zum Beispiel die Arbeit von Notärzten, übertragen.

## Tödlicher Vorfall
Am 26. August 2014 wurde ein Toningenieur bei einem Raubüberfall in Omaha, Nebraska, durch den versehentlichen Schuss eines Polizisten tödlich verletzt.

## Adaption
Für die 12. Folge der 7. Staffel von Akte X wurde COPS als Vorlage benutzt.
In der 12. Folge der 2. Staffel von My Name Is Earl wird eine komplette Folge COPS gezeigt, die im Heimatort von Earl mit Leuten aus der Stadt gedreht wurde.